# مذبحة العرب خلال ثورة زنجبار
في يناير 1964 أثناء وبعد ثورة زنجبار، تم استهداف السكان عرب في زنجبار بالعنف من قبل غالبية سكان الجزيرة من الأفارقة السود. تعرض العرب للقتل الجماعي والاغتصاب والتعذيب والترحيل من الجزيرة على يد رجال الميليشيات الأفارقة السود التابعين للحزب الأفرو-شيرازي وحزب الأمة. عدد القتلى الدقيق غير معروف، على الرغم من أن المصادر العلمية تقدر عدد القتلى العرب بما يتراوح بين 13000 وأكثر من 20000 قتيل. وقد وصفه البعض بأنه عمل من أعمال الإبادة الجماعية.
تم نسيان هذا الحدث إلى حد كبير وظلت المذابح دون مناقشة إلى حد كبير وبعيدة عن أعين الجمهور. يتم الاحتفال علنًا بثورة زنجبار في ذكراها السنوية باعتبارها انتفاضة ضد العبودية والقمع، على الرغم من أن العبودية قد ألغيت بالفعل قبل عقود من الثورة. ومع ذلك، فقد تم التقليل من أهمية المجزرة أو عدم مناقشتها على الإطلاق.

## الخلفية
يعود تاريخ الاستيطان العربي في زنجبار إلى أكثر من 1000 عام. بسبب تزايد القوة الاستعمارية الأوروبية في المنطقة، أصبحت زنجبار ملكية استعمارية للإمبراطورية البرتغالية لأكثر من قرنين من الزمان. أدى هذا إلى قيام النخب الزنجبارية بدعوة العرب والإمبراطورية العمانية لمساعدتهم في طرد المحتلون. نجح العرب في الإطاحة بالحكم البرتغالي في زنجبار وبسطوا هيمنتهم هناك. كان يحكم سلطنة زنجبار سلطان عربي وطبقة حاكمة عربية إلى حد كبير.
كانت ثورة زنجبار مستوحاة من جون أوكيلو، وهو واعظ إفريقي من أوغندا كان ينتمي إلى الأقلية النصرانية الصغيرة في زنجبار. لم يكن لنصرانيته أي جاذبية لدى السكان الأفارقة المسلمين في زنجبار، لذلك وجد الكراهية والعنصرية ضد العرب وسيلة أكثر فعالية لتحفيز الناس إلى جانبه. قاد الثورة الحزب الأفريقي الشيرازي وحزب الأمة. كان الحزب الأفرو-شيرازي حزبًا إفريقيًا وحاول توحيد الشعب الشيرازي مع الأفارقة، في حين كان حزب الأمة صغيرًا وراديكاليًا وماركسيًا.
أُلغيت العبودية في زنجبار عام 1897، لكن الكثير من النخبة العربية التي هيمنت على سياسة الجزيرة لم تبذل سوى القليل من الجهد لإخفاء وجهات نظرها العنصرية تجاه الأغلبية السوداء باعتبارها أقل شأنا منهم، وهم شعب لا يصلح إلا للعبودية. في مجلس النواب (توضيح)، رد وزير المالية جمعة عليوه على أسئلة عبيد كرومي بالقول بشكل مهين إنه ليس بحاجة للإجابة على أسئلته أنهُ مجرد "ملاح". وأوضح عليوه كذلك في خطاب آخر في مجلس النواب أنه إذا كان العرب ممثلين بشكل زائد في مجلس الوزراء، فإن ذلك لم يكن بسبب العرق، بل كان ذلك فقط لأن القدرات العقلية للسود كانت منخفضة للغاية وكانت القدرات العقلية للعرب عالية جدًا، وهي الملاحظة التي أثارت غضب الأغلبية السوداء. إن ذكريات تجارة الرقيق العربية في الماضي (بعض كبار السن من السود كانوا عبيدًا في شبابهم) بالإضافة إلى النظرة التفضيلية الواضحة للنخبة العربية تجاه الأغلبية السوداء في الوقت الحاضر، تعني أن الكثير من السكان السود في زنجبار كانت لديهم كراهية شرسة للعرب، واعتبرو الحكومة الجديدة التي يهيمن عليها العرب غير شرعية. ولم تساعد الحكومة في توسيع نطاق جاذبيتها للأغلبية السوداء من خلال خفض الإنفاق بشكل كبير على المدارس في المناطق ذات التركيزات العالية من السود. كان يُنظر إلى ميزانية الحكومة مع التخفيضات الصارمة في الإنفاق على المدارس في المناطق السوداء على نطاق واسع على أنها علامة على أن الحكومة التي يهيمن عليها العرب كانت تخطط لكبح السود وجعلهم بشكل دائم من الدرجة الثانية.
بحلول وقت ثورة زنجبار، كان عدد سكان الجزيرة حوالي 300.000 نسمة، منهم 230.000 من الأفارقة السود، وحوالي 50.000 عربي وحوالي 20.000 هندي.

## المذبحة
وصف الدبلوماسي الأمريكي دون بيترسون قتل العرب على يد الأغلبية الأفريقية بأنه عمل من أعمال الإبادة الجماعية، وكتب "لم تكن الإبادة الجماعية مصطلحًا رائجًا في ذلك الوقت، كما أصبح فيما بعد، ولكن من العدل أن نقول ذلك في في أجزاء من زنجبار، كان قتل العرب إبادة جماعية بكل وضوح وبساطة".
وشجع قادة ثورة زنجبار رجال الميليشيات الأفارقة السود على مهاجمة غير السود، مما أدى إلى مذبحة مروعة. وقُتل آلاف المدنيين العرب العزل. وبدافع من الكراهية والعنصرية والوعود بالثروة والنساء، انتقل رجال الميليشيات الأفارقة الغاضبون من منزل إلى منزل، وقاموا بقتل وتعذيب واغتصاب كل عربي تقع أيديهم عليه. وملأت الجثث الدموية شوارع زنجبار، مع وجود حالات لجثث مشوهة. وتعرضت النساء العربيات والآسيويات للاغتصاب الجماعي، ونهبت الممتلكات العربية والآسيوية. وتمت مصادرة العديد من الممتلكات العربية. وفي أعقاب المذبحة المستهدفة، تم وضع آلاف آخرين في معسكرات ثم هجرو قسراً. أُقتحمت المنازل وستهدفوا الأشخاص ذوي البشرة الفاتحة، غالبًا بطريقة وحشية، لدرجة أنه لم يكن من الممكن أن يبقى أي جسد لدفنه. يُزعم أن أوكيلو تفاخر بأنه قتل بنفسه أكثر من 8000 شخص. تم توثيق مقتل السجناء العرب ودفنهم في مقابر جماعية ومواكب التهجير القسرية والإعدامات من قبل طاقم إيطالي، حيث تم التصوير من طائرة مروحية لصالح شركة Africa Addio، ويحتوي هذا التسلسل من الفيلم على الوثيقة المرئية الوحيدة المعروفة لعمليات القتل. ومع ذلك، شكك العديد من الثوار في ذلك الوقت في صحة الفيلم الوثائقي. وعندما عُرض الفيلم على مجموعة من الثوار في السبعينات من عمرهم - بعضهم شاهده عند عرضه في منتصف الستينيات، بينما ادعى آخرون أنهم لم يكونوا على علم به - زعموا أنهم لم يروا مثل هذه المقابر الجماعية أو الجثث منتشرة على الشاطئ في زنجبار أثناء الثورة وبعدها. ووصفوا الفيلم الوثائقي بالخيالي. فر الآلاف من زنجبار، على الرغم من أن العديد منهم لم يتمكنوا من المغادرة وأجبروا على "العيش في الظل، سعياً وراء نسيان أنفسهم بدلاً من استعادة المزايا المفقودة". واستهدفت العصابات المتمردة على وجه التحديد التراث الإسلامي في زنجبار. وقد تعرضت معظم المخطوطات العربية الموجودة في الأرشيف الوطني لزنجبار للتخريب. تم حرق المصاحف والكتب الإسلامية الأخرى في الشوارع، على الرغم من أن 98% من سكان زنجبار مسلمون.
ومن تلك المذابح التي وقعت في قرية بامبي التي ذكرها ناصر الريامي في كتابه "زنجبار شخصيات وأحداث ص 308"
(فعندما امتدت أعمال الشغب والعنف إلى تلك القرية، رأى المعلم علي محسن الشيرازي بعض تلاميذه يستحثون السير في الطريق، يبحثون عن ملاذ يؤويهم ويجنّبهم مخاطر الشغب، فاعترض طريقهم، مستغلا معرفتهم به، فأوهمهم بأنه سيؤويهم في مكان آمن، لم يكن ذلك المكان سوى تنور أرضي يستخدمه العامة في تجفيف ثمار النارجيل، وما كان ليخطر على بال الأطفال أنّ معلمهم سيغدر بهم، فما أن أنزلهم إلى قعر التنور حتى رفع السلم منه، وأخذ يسكب عليه وقودًا، ثم ألقى عليهم عود ثقاب مشتعلا، دون أن يرده عن عمله البربري بكاء الأطفال وصرخاتهم، بل وتوسلاتهم لهم بالشفقة والرحمة، ذلك التنور كان قبرًا لأولئك الأولاد، لا لأجسادهم وإنما لرمادهم).

## عدد القتلى
قدر المؤرخ جوناثان غلاسمان أن زنجبار فقدت ربع سكانها العرب أو أكثر بحلول نهاية عام 1964 بسبب التهجير أو الهروب أو القتل الجماعي. وزعم أوكيلو أن 11.995 عربيًا قُتلوا واعتقل 21.462. وقدر علي محسن، رئيس الوزراء المخلوع، أن 26 ألف عربي أُعتقلوا وهُجر 100 ألف شخص قسريًا. وقال سيف شريف حمد، عضو الحكومة الثورية الجديدة في زنجبار، إنه قيل له إن أكثر من 13.000 شخص، معظمهم من العرب، قتلوا. تتفق مصادر متعددة على مقتل أكثر من 20.000 عربي